# Megachile gathela
Megachile gathela är en biart som beskrevs av Cameron 1908. Megachile gathela ingår i släktet tapetserarbin, och familjen buksamlarbin. Inga underarter finns listade i Catalogue of Life.